# .fi

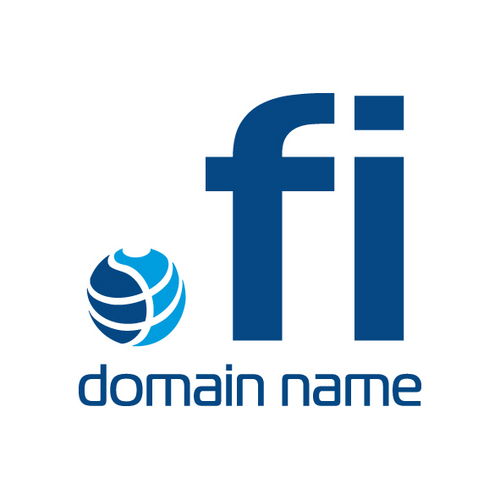
Logo domeny

.fi – domena internetowa przypisana do Finlandii. Została utworzona 17 grudnia 1986. Zarządza nią Liikenne- ja viestintävirasto (Finnish Transport and Communications Agency (ang.)).